# Telma, el cine y el soldado
Telma, el cine y el soldado és una pel·lícula documental argentina dirigida per Brenda Taubin.
La cinta va ser nominada a millor documental i millor opera prima en la 71a edició dels Premis Cóndor de Plata.

## Argument
Telma té 77 anys i encara li queden alguns somnis per complir. Un d'ells és reunir la seva filla Lili amb el seu primer amor, un soldat de Malvines amb el qual va intercanviar cartes d'amor durant la guerra de 1982. Amb l'ajuda dels altres pensionistes del cineclub i en contra de la voluntat del seu gendre, Telma intenta reunir la seva filla i al soldat perquè el retrobament promès es faci realitat després de molts anys.

## Repartiment
- Telma D'Andrea
- Brenda Taubin

## Premis i nominacions
| Premi                  | Data               | Categoria          | Nominat                     | Resultat | Ref.  |
| ---------------------- | ------------------ | ------------------ | --------------------------- | -------- | ----- |
| Premis Cóndor de Plata | 22 de maig de 2023 | Millor documental  | Telma, el cine y el soldado | Nominat  | [ 2 ] |
| Premis Cóndor de Plata | 22 de maig de 2023 | Millor opera prima | Telma, el cine y el soldado | Nominat  | [ 2 ] |